# Gynoplistia (Gynoplistia) albizonata
Gynoplistia (Gynoplistia) albizonata is een tweevleugelige uit de familie steltmuggen (Limoniidae). De soort komt voor in het Australaziatisch gebied.